# Ducat de Bretanya
El Ducat de Bretanya fou una organització política instaurada a Bretanya (bretó Dugaelez Breizh) dos cops, una en el segle vi i l'altra en el segle x.

## Primer Ducat de Bretanya (s. VI)
Durant aquest període els bretons organitzaren una mena de ducat semi-independent, sota supervisió dels monarques merovingis. Sant Gweltaz (493-570) va compondre De excidio Britanniae (La ruïna de Bretanya), on explica les causes de l'emigració massiva dels celtes i parla de les primeres organitzacions britàniques a l'Armòrica. Domnonea fou governada d'antuvi per un tal Riwal, oncle de Sant Tudal. Quan els seus successors, poc se sap que sigui realitat i no pas ficció, com el seu descendent Judaël i la seva esposa Prizel, que tingueren tres fills: Judicaël, Josse i Winok, que es repartiren el regne.
Judicaël fou proclamat rei, però es retirà a un monestir aviat i fou substituït pel seu germanastre Haëloc, molt sanguinari. Però Judicaël tornà del monestir i el destituí; aleshores combinà la pietat amb les lluites carnisseres contra els francs, cosa que provocà una ambaixada d'Eloi, conseller del rei Dagobert I, que negocià el Tractat de Clichy. Finalment, va morir el 652 i no se sap qui el succeí.
Cap al 500 foren atacats per Clodoveu I, però en llurs incursions de respostes atacarien Orleans i Berry. Alain I Judual fou nomenat cabdill dels bretons del 540 al 594, però aquests es dividien en diversos comtats independents, i un d'ells, Kanao de Gwened, el 559 va acollir Crhamme, fill de Clotari. Aquest es va enfrontar al seu pare a Saint-Malo, però fou vençut i Clotari, en represàlia, va ocupar tot el comtat de Gwened. Tanmateix, el 577 el comte Waroc'h (577-593) de Broërec (Ar Mor-Bihan) va recuperar Gwened, expulsà els francs de Khilperic I fins a Roazhon i el 579 es proclamaria rei, tot i que oferí una aliança als francs amb pagament d'un tribut. Però el 590 els francs recuperaren Gwened.
Alguns cabdills coneguts d'aquest període foren Aldroenus (fl. 510), Bude I (516-556?), Chanau I (fl. 560), fill de Waroc'h i germà de Santa Trifina, rei de Broërec, molt sanguinari que donà asil Chrame, fill rebel de Clotari, raó per la qual aquest el matà; Macliau (fl. 570), successor de Chanau, havia estat bisbe; Cunomor el maleït (fl. 550) de Bro Leon, conquerí Cornualla i Poher; Hoel I de Dumnonia (fl. 570), Chanau II (fl. 590), Hoel II (fl. 590), i altres.
Es creu que del 594 al 612 hi governaria Hoel III, que va coincidir l'any 600 amb el nomenament de l'irlandès Similià com a bisbe de Naoned, alhora que Gradlon es proclamava rei de Kernev —Cornualla (Bretanya). Del 612 al 632 fou nomenat duc Salaun II, qui a la seva mort fou enterrat a la ciutat de Roazhon. Els seus successors, Judhael (del 632 al 638) i Alan II (del 638 fins a potser el 690) es van veure eclipsats per la formació del gairebé mític Regne de Domnònia, que ocupava l'actual Bretanya, Cornualla i Devon, i era relacionat amb totes les llegendes del cicle artúric (encara que sembla que Artur era anterior i potser era gal·lès). També alguns afirmen que la capital del regne, Condate (Roazhon), també era la capital d'Artur.
A la mort d'Alan II, el ducat es dividí en nombrosos comtats independents, que a poc a poc anirien enfrontant-se entre ells i caurien sota la sobirania merovíngia, encara que d'antuvi els francs s'acontentaren només amb un vassallatge nominal. Alguns dels caps importants foren Cunobert (fl. 680), Bude II (fl. 700), Teodoric II (fl. 720), Ròmul (fl. 740), Daniel Redeye (fl. 760), Arecstan (fl. 780) i Morvan (mort el 795),
El 786 l'emperador franc Carlemany va establir una Marca de Bretanya als voltants de l'Armòrica (a l'actual Alta Bretanya, zona gal·lòfona), amb la qual assoliren autonomia dins el regne franc, però ja el 799 se sublevarien per a independitzar-se dels francs i fundarien l'efímer Regne de Bretanya.

La Kroaz Du (Creu Negra), bandera del ducat de Bretanya des del

## Segon Ducat de Bretanya

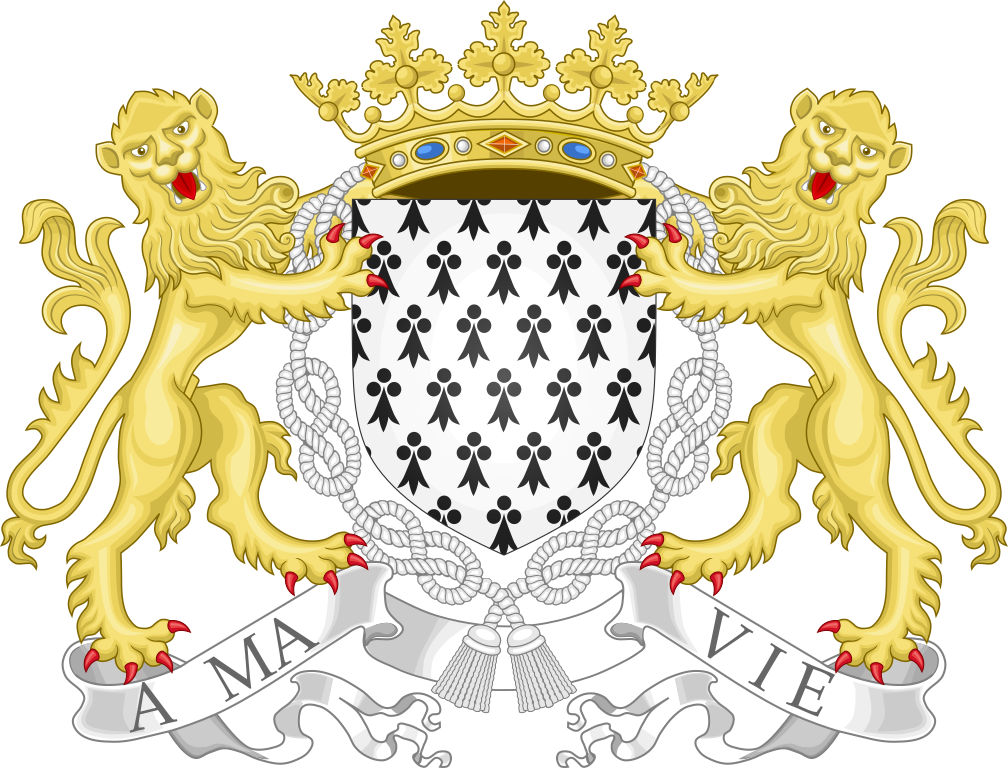
Escut del Ducat de Bretanya

El 992 va morir Konan I el borni, darrer rei i primer duc bretó. Malgrat la sobirania nominal francesa, el ducat fou gairebé independent fins al 1532, any en què fou incorporat definitivament a França. Els ducs de Bretanya fins al 1532 foren:
- Geoffroi I (992-1008)
- Alain III (1008-1040)
- Konan II (1040-1066)
- Hoel de Cornualla (1066-1084)
- Alain IV Fergent (1084-1115)
- Konan III el Gros (1115-1148)
- Eudes de Porhoet (1148-1156)
- Konan IV el Negre (1156-1166)
- Geoffroi II Plantagenet (1181-1186)
- Constància de Bretanya (1186-1196)
- Artur I de Bretanya (1196-1203)
- Alix de Thouars (1203-1221)
- Joan I el Roig (1221-1286)
- Joan II de Bretanya (1286-1305)
- Artur II de Bretanya (1305-1312)
- Joan III de Bretanya (1319-1341)
- Guerra de Successió Bretona (1341-1364), amb diferents pretendents: Carles I de Bretanya i Joana de Penthièvre d'una banda i Joan de Montfort o Joan IV de Bretanya de l'altra
- Joan IV de Bretanya (1365-1399)
- Joan V l'Anglòfil (1399-1442)
- Francesc I de Bretanya (1442-1450)
- Pere II de Bretanya (1450-1457)
- Artur III de Bretanya (1457-1458)
- Francesc II de Bretanya (1458-1488)
- Anna de Bretanya (1488-1514)
- Clàudia de França (1514-1524)
- Francesc III de Bretanya (1524-1536)

Vegeu per més detalls: Llista de governants de Bretanya

## Incorporació a França
El 1532 es decidí que tots els infants hereus al tron francès també fossin ducs de Bretanya, i es promulgà l'Edicte de Plessis-Mace, pel qual es prohibia el bretó a l'administració, que serà substituït pel francès (de fet, ja s'havia iniciat la substitució vora un segle abans). Alhora, els Estats Generals foren assetjats pels francesos a Gwened, i fins i tot desviaren el curs del riu Nançon per tal d'apressar-los. En els Estats s'hi enfrontarien Pierre d'Argentre, cap del partit bretó ("nacionalista"), i els Désert, dirigents del partit profrancès, i que a la llarga s'hi imposarien.
Finalment, el mateix 1532 es dictaria l'Acta d'Unió de Bretanya, mercè la qual el ducat restava unit definitivament a la corona francesa a canvi del manteniment dels drets i privilegis propis del país, igual com s'havia fet a la Provença (el Coutumier de Bretagne encara era la font de llei). No pagarien els impostos que no fossin aprovats pels estats bretons, només s'aplicarien lleves en la defensa del país, els bretons no serien mai jutjats fora de la Bretanya i la noblesa bretona no serviria fora de Bretanya si no era en cas de necessitat extrema. Tanmateix, el registre de la secretaria dels Estats Generals seria duta a París, tot i que mantingueren la independència en el dret fiscal, lleis, milícies i constitució. Alhora, el 1539 es dictaria l'Edicte de Villiers-Cottêrets, que obligava que tota la documentació de tota França, i per tant, també de Bretanya, es fes en vulgare françois, confirmant el que ja s'havia establert el 1532.
Com a següent mesura d'assimilació, el 1552 la seu del Parlament de Bretanya fou traslladada de Brest, en territori bretonòfon, a Naoned, en zona gallòfona. El duc, que era el rei de França, hi seria ajudat per un Procurador General (més tard gouverneur), que en faria les funcions, i per un Conseil. Segles més tard serà substituït per in lieutenant general. El 1554 el Parlament bretó fou reformat, i restà constituït per setze jutges francesos, setze jutges bretons i un president francès. Es procurà el desenvolupament de l'agricultura, la ramaderia i les indústries del vi, la pesca i la sal, força important per al rei de França. La burgesia i la noblesa aviat són afrancesades i s'identificaran amb la burgesia francesa de l'Antic Règim.
El 1582 fou nomenat governador de Bretanya el príncep Felip Manuel de Lorena, anomenat duc de Mercoeur, qui, tot al·legant drets per part de la seva muller, que era hereva directa de la família de Penthièvre, es va proclamar independent a Bretanya, tot i que no es considerava pas separatista, ja que ho feia per oposar-se al futur Enric IV, que era hugonot. Va barrejar la Bretanya en les guerres dels hugonots, i així el 1590 rebria ajut espanyol (uns 5.000 soldats) i el suport de l'església i dels pagesos, de manera que el 1592 va vèncer els francesos a Craon. Però sempre li foren hostils el Conseil d'Etat de Nantes i el Parlament que ell mateix havia reunit, i per això el 1597 s'hagué de sotmetre a Enric IV de França. Això significaria la desfeta definitiva del partit bretó, que fins aleshores havia dominat el parlament.
Malgrat això, els reis francesos respectaren en general el particularisme bretó, raó per la qual les revoltes de la guerra de la Fronda no hi tingueren gaire ressò, tot i que el cap dels protestants francesos, Henri de Rohan, era bretó.

## Elseglexvii
El 1626, l'aleshores governador de Bretanya, el futur Cardenal Richelieu, va fer construir el port de Brest, des d'on es desenvoluparà un important comerç marítim i que facilitarà l'enriquiment d'algunes famílies d'armadors i de corsaris, però alhora es talaren els boscos bretons per tal d'aconseguir fusta per a la construcció de vaixells. Alguns mariners bretons destacarien en la història francesa d'aquells anys: Jacques Cartier (1491-1557) exploraria per primer cop les costes del Canadà; René Duguay-Trouin (1673-1736) lluitaria contra els pirates algerians i els anglesos al Brasil, i fou corsari durant la Guerra de Successió; i Robert Surcouf (1773-1827), qui lluitaria amb Napoleó I contra els anglesos.
Tanmateix, des del 1661 foren víctimes de la forta política fiscal de Jean-Baptiste Colbert, qui els aclapararia a impostos i a la llarga, arruïnaria la burgesia bretona i sotsdesenvoluparia el país. Això provocaria el 1675 la Revolta del Paper Segellat, impost instituït sense permís dels Estats Bretons, igual com van fer amb les taxes sobre el tabac, la vaixella de plata i l'estany, i els drets de duana sobre els teixits anglesos que arruïnarien molts petits burgesos bretons; conjuntament esclataria la revolta pagesa dels Bonnets Rouges (Revolta dels Barrets Vermells).

## Elseglexviii
Durant el segle xviii també es produïren revoltes i lluites entre el poder reial i el Parlament Bretó, degut a la forta política antiprovincial dels Borbons. Aquest fou el detonant de l'anomenada Conspiració de Pontcallet del 15 de setembre del 1718. També un incendi va destruir Roazhon (Resnn en galo) el 1720, raó per la qual hagué de ser reconstruïda, i alhora el 1750 Naoned esdevingué un important centre del tràfic d'esclaus.
Una nova crisi es produiria el 1753, quan el comandant en cap de Bretanya, el duc d'Aguillon, hi imposà taxes abusives i empresonà i obligà a exiliar-se el procurador general del parlament, La Chalotais, i tres consellers més per oposar-se-li. El conflicte acabaria, però, amb la destitució d'Aguillon, i el permís de retorn per als exiliats el 1770. D'altra banda, el 1757 es fundaria la primera Societat Agrícola de Bretanya, de caràcter il·lustrat.